# Monteverdi 2000 GTI
La Monteverdi 2000 GTI è un'autovettura sportiva realizzata dalla casa automobilistica svizzera Automobile Monteverdi nel 1968, su progetto di Pietro Frua come alternativa più economica alla Monteverdi High Speed GT.

## Descrizione
Il prototipo, sviluppato sulla base di una BMW 2000, è una coupé con carrozzeria fastback equipaggiata con un motore da 2.0 litri a quattro cilindri in linea da 120 CV, che spingeva la vettura ad una velocità massima di circa 200 km/h. La potenza veniva scaricata sull'asse posteriore tramite un cambio automatico a tre velocità di derivazione ZF.
L'auto doveva essere presentata al Salone di Ginevra del 1968, ma non venne mai esposto perché il prototipo fu gravemente danneggiato durante il trasporto a Torino.
Pietro Frua riutilizzò il design della vettura per realizzare una serie di coupé con il marchio BMW. Nel 1968 al Salone di Parigi, presentò il prototipo di una BMW 2000 ti Coupé con la medesima carrozzeria, con l'unica differenza tra le due vetture che stava nella griglia del radiatore a forma di doppio rene BMW.